# Angel Genčev
Angel Angelov Genčev (in bulgaro Ангел Ангелов Генчев?; Tărgovište, 31 gennaio 1967) è un ex sollevatore bulgaro campione europeo che ha gareggiato nelle categorie dei pesi leggeri (fino a 67,5/70 kg.) e dei pesi medi (fino a 75 kg.).

## Carriera
Già campione mondiale juniores in diverse categorie, Angel Genčev vinse la medaglia d'oro ai Campionati europei di Cardiff 1988 nella categoria dei pesi medi con 372,5 kg. nel totale, presentandosi alle successive Olimpiadi di Seul nella categoria inferiore dei pesi leggeri (fino a 67,5 kg.) quale principale favorito per la medaglia d'oro.
E infatti Genčev vinse quella competizione olimpica sollevando 362,5 kg. nel totale, ma poco dopo, al controllo antidoping, risultò positivo alla furosemide, venendo pertanto squalificato e privato dell'oro olimpico.
Scontata la squalifica, ebbe problemi con la giustizia bulgara e finì in prigione. Tuttavia, grazie ad un permesso speciale, tornò alle competizioni e riuscì ad ottenere la medaglia di bronzo con 340 kg. nel totale ai Campionati mondiali di Istanbul 1994 nella nuova categoria dei pesi leggeri (fino a 70 kg.).
Seguirono nuovi problemi giudiziari ed una dipendenza dall'alcool che gli impedirono di fatto di proseguire la propria carriera agonistica, durante la quale stabilì un record mondiale nella prova di strappo della categoria dei pesi medi, rimasto come record assoluto imbattuto a seguito dei riordini delle categorie di peso da parte della IWF negli anni successivi.
Dopo aver risolto i suoi problemi giudiziari e la dipendenza dall'alcool, Angel Genčev si introdusse nel settore del commercio del grano e riprese ad allenarsi nel sollevamento pesi, partecipando a competizioni internazionali riservate alle categorie master.